# Beroepsvoorbereidend leerjaar
Het (2e) Beroepsvoorbereidend leerjaar (of 2BVL) is in het Vlaamse onderwijssysteem de benaming van een 2e leerjaar secundair onderwijs. Dit leerjaar wordt gevolgd door leerlingen die meer praktisch aangelegd zijn en technisch onderlegd zijn. In het BVL kiezen zij (14 lestijden) voor kennismaking met enkele beroepenvelden. Op grond van hun ervaringen in het BVL kiezen ze dan vanaf de tweede graad BSO een meer definitieve studierichting, als voorbereiding op de arbeidsmarkt.
De beroepenvelden zijn:
- Bouw (7 lestijden)
- Decoratie (7 lestijden)
- Elektriciteit (7 lestijden)
- Haarzorg (7 lestijden)
- Hotel-bakkerij-slagerij (14 lestijden)
- Hout (7 lestijden)
- Kantoor - verkoop (7 lestijden)
- Land- en tuinbouw (14 lestijden)
- Metaal (7 lestijden)
- Mode (7 lestijden)
- Nijverheid (14 lestijden) (waarbinnen nog keuze naar onder andere diamantbewerking, grafische technieken, ....
- Rijn- en binnenvaart (7 lestijden)
- Textiel (7 lestijden)
- Verzorging-voeding (14 lestijden)

Voor Nederland zie vmbo.